# Burgstall Eugenbach
Der Burgstall Eugenbach bezeichnet eine abgegangene mittelalterliche Höhenburg auf dem 462 m ü. NHN hohen Kirchenberg, einem Geländesporn hoch über dem Isartal bei Eugenbach. Die Anlage befindet sich auf dem Gemeindegebiet von Altdorf im Landkreis Landshut in Bayern. Heute befindet sich anstelle der Burg die Eugenbacher Pfarrkirche St. Georg mit umgebendem Friedhof. Die Anlage wird als Bodendenkmal unter der Aktennummer D-2-7438-0126 im Bayernatlas als „Burgstall des Mittelalters. Siedlung vorgeschichtlicher Zeitstellung, u. a. des Mittelneolithikums, sowie des Mittelalters und der Neuzeit“ geführt.

## Geschichte

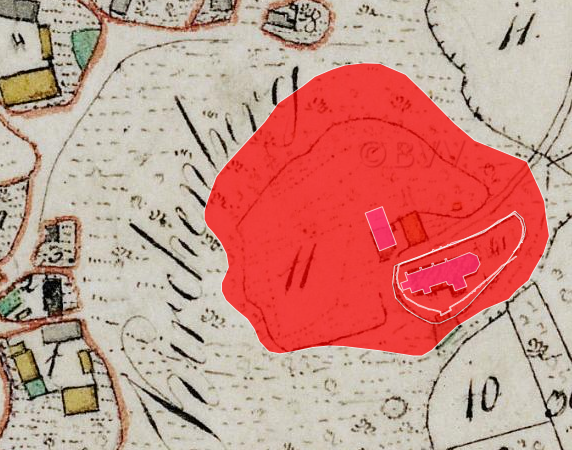
Lageplan des Burgstalls Eugenbach auf dem Urkataster von Bayern

Die im 10. Jahrhundert entstandene Burg diente wohl zur Überwachung der Landstraßen im Isartal und der Wasserstraße Isar selbst. Grundmauern dieser Anlage sind noch heute im Mauerwerk an der Westseite der Pfarrkirche bis etwa 3,5 Meter Höhe erhalten. Bei Friedhofsarbeiten wurden vor einiger Zeit in mehreren Metern Tiefe Quader aus Tuffstein gefunden, die möglicherweise auf eine wesentlich frühere Bebauung hindeuten könnten, zum Beispiel auf einen römischen Wachturm für die um 200 n. Chr. bereits bestehenden Römerstraßen im Isartal. Diese Theorie wird gestützt von der Tatsache, dass sich zu dieser Zeit am Fuß des Kirchenberges (heutiges Siedlungsgebiet von Eugenbach) eine Villa rustica, ein römisches Landgut, mit angeschlossener Töpferei befand.

## Beschreibung
Der Burgstall liegt in exponierter Spornlage zwischen dem steilen nördlichen Isartalrand und dem gleich steilen östlich liegenden Hang zum Bucher Graben. Neben dem gesteilten Burgkegel erstreckt sich nach Nordwesten ein Plateau von 150 × 70 m. An seiner Nordostfront wird die Anlage durch einen breiten Halsgraben vom Hinterland abgetrennt, der noch Spuren eines Randwalls aufweist.